# Tour de Mevlana
El Tour de Mevlana es una carrera ciclista por etapas turca. Creada en 1990, forma parte del UCI Europe Tour desde 2015, en categoría 2.2. 

## Palmarés
| Año       | Ganador          | Segundo             | Tercero             |
| --------- | ---------------- | ------------------- | ------------------- |
| 1990      | Aziz Ay          | Ömer Ali Erikçi     | Ayhan Aytekin       |
| 1991      | Ayhan Aytekin    | Ömer Ali Erikçi     | Cenk Tufan          |
| 1992      | Yılmaz Erpamukcu | Erdinç Doğan        | Hüseyin Tiğli       |
| 1993      | Krasimir Krilov  | Alexander Pavlov    | Hüseyin Tiğli       |
| 1994      | Plamen Stoyanov  | Gabriel Toyev       | Alexander Arakelian |
| 1995      | Ömer Ali Erikçi  | Vladimir Sdaçenko   | Tamer Vural         |
| 1996      | Bakev Roman      | Ghader Mizbani      | Ahad Kazemi         |
| 1997      | Cenk Tufan       | Ayhan Aytekin       | Nevzat Kiral        |
| 1998      | Sergey Sergeev   | Ivaïlo Gabrovski    | V. Marakyon         |
| 1999      | Mert Mutlu       | Krow Tehenko        | Vassili Zaika       |
| 2000      | Mert Mutlu       | Kemal Küçükbay      | Gabriel Sorin Pop   |
| 2001-2006 | No se disputó    | No se disputó       | No se disputó       |
| 2007      | Kemal Kucukbay   | Svetoslav Tchanliev | Giorgi Nadiradze    |
| 2008-2014 | No se disputó    | No se disputó       | No se disputó       |
| 2015      | Ahmet Örken      | Bekir Baki Akirsan  | Gokhan Hasta        |
| 2016-2017 | No se disputó    | No se disputó       | No se disputó       |
| 2018      | Onur Balkan      | Ivan Balykin        | Théry Schir         |
| 2019      | Batuhan Özgür    | Ahmet Örken         | Onur Balkan         |
| 2020      | Artur Yershov    | Maxim Piskunov      | Vincent Louiche     |
| 2021      | Anatoliy Budyak  | Ulises Castillo     | Carlos Quintero     |

## Palmarés por países
| País       | Victorias |
| ---------- | --------- |
| Turquía    | 11        |
| Bulgaria   | 2         |
| Ucrania    | 2         |
| Azerbaiyán | 1         |
| Rusia      | 1         |